# Megahexura fulva
Megahexura fulva es una especie de arañas migalomorfas de la familia Mecicobothriidae. Es el único miembro del género monotípico Megahexura. Se encuentra en Estados Unidos en Sierra Nevada.